# Paweł Włodarski
Paweł Krzysztof Włodarski (ur. 14 listopada 1967 w Warszawie) – lekarz, histolog, endodonta, dziekan I Wydziału Lekarskiego (2016-2019), prorektor ds. umiędzynarodowienia, promocji i rozwoju (2020–2024), dziekan Wydziału Lekarskiego Warszawskiego Uniwersytetu Medycznego (od 2024 roku).

## Życiorys
Ukończył XLIX Liceum Ogólnokształcące im. Zygmunta Modzelewskiego w Warszawie. Absolwent kierunku lekarskiego (1992) i stomatologii (1995) I Wydziału Lekarskiego Akademii Medycznej w Warszawie. 
W latach 1995–1997 pracował jako doktorant w Thomas Jefferson University w Filadelfii w laboratorium prof. Bruno Calabretty pod opieką prof. Tomasza Skórskiego. Po powrocie wznowił pracę w Zakładzie Histologii Centrum Biostruktury, gdzie obronił pracę doktorską zatytułowaną “Rola białka p53 w odnowie hematopoezy po leczeniu 5-fluorouracylem”. Równocześnie pracował klinicznie jako endodonta. W 2001 roku rozpoczął staż naukowy na amerykańskim uniwersytecie University of Texas Southwestern Medical Center w Zakładzie Farmakologii kierowanym przez prof. Alfreda Gilmana w pracowni Josepha Albanesiego badając regulację kinazy PI3K4 współpracując i publikując z zespołem kierowanym przez dr Thomasa Südhofa. W latach 2002–2004 pracował w Uniwersytecie Pensylwanii w Zakładzie Patologii w pracowni prof. Mariusza Wasika badając rolę kinaz mTOR w rozwoju zespołów mieloproliferacyjnych. Po powrocie do Polski rozwijał tematy badawcze prowadzone w USA, ale rozpoczął też szereg nowych projektów.
W roku 2008 uzyskał stopień dr hab. n. med. za cykl publikacji „Badania szlaku mTOR w komórkach nowotworowych“. W 2016 otrzymał tytuł profesorski. Od 2018 kieruje Zakładem Metodologii Badań Naukowych, kształcącym studentów medycyny z zakresu zasad prowadzenia prac badawczych oraz krytycznej analizy doniesień naukowych. Równocześnie prowadzi zajęcia i wykłady z histologii, embriologii i cytofizjologii. W 2024 roku został kierownikiem Katedry i Zakładu Histologii i Embriologii WUM.
Kierował grantami badawczymi, był promotorem czterech zakończonych przewodów doktorskich. W latach 2012–2016 pełnił funkcję prodziekana ds. przewodów doktorskich w I Wydziale Lekarskim. Wybrany na dziekana w kadencji 2016-2020 pełnił tę funkcję do czasu wejścia w życie ustawy 2.0.
W latach 2019–2020 pełnił funkcję dyrektora Szkoły Doktorskiej w Warszawskim Uniwersytecie Medycznym. W kadencji 2020-2024 wybrany na stanowisko prorektora ds. umiędzynarodowienia, promocji i rozwoju. Po zakończeniu urzędowania, w 2024 roku został powołany na stanowisko dziekana Wydziału Lekarskiego WUM(pełni funkcję dziekana po raz drugi). 
Zasiada w radzie naukowej serii poświęconej związkom medycyny z humanistyką: ars medica ac humanitas.
Został odznaczony Srebrnym (2019) i Złotym (2023) Krzyżem Zasługi.